# He Hanbin
He Hanbin (* 10. Januar 1986 in Nanchang, Jiangxi, China) ist ein chinesischer Badmintonspieler. 

## Karriere
2004 erkämpfte sich Hanbin seinen ersten Titel, als er bei den Weltmeisterschaften der Junioren Gold mit Yu Yang im Mixed errang. 2005 wurde er in dieser Disziplin Dritter mit Peng Chen bei den China Masters. Ein Jahr später wurde er Hochschulweltmeister und 2007 Asienmeister. 2008 gewann er bei den Olympischen Spielen die Bronzemedaille im Mixed mit Yu Yang.